# Pinghe, Chongqing
Pinghe (kinesiska: 平河) är en socken i sydvästra Kina. Den ligger i häradet Wushan i storstadsområdet Chongqing, omkring 370 kilometer nordost om det centrala stadsdistriktet Yuzhong. Antalet invånare är 9 990. Befolkningen består av 4 926 kvinnor och 5 064 män. Barn under 15 år utgör 20,0 %, vuxna 15-64 år 66 %, och äldre över 65 år 13,0 %.